# Gottfried Drenckmann
Gottfried Drenckmann (* 21. Januar 1889 in Magdeburg; † 30. August 1977 in  Düsseldorf) war ein deutscher Mühlenbesitzer und Stadtrat in Magdeburg.

## Leben
Ostern 1909 bestand Drenckmann am Domgymnasium Magdeburg die Abiturprüfung. Er begann an der Philipps-Universität Marburg Rechtswissenschaft zu studieren. Er renoncierte am 24. April 1909 beim Corps Hasso-Nassovia und wurde am 11. Dezember desselben Jahres recipiert. Als Inaktiver beendete er das Studium an der Universität Jena. Dort wurde er 1913 zum Dr. iur. promoviert. Im selben Jahr war er Gerichtsreferendar in Tangermünde. In Torgau, Arnstadt und Madlow folgte eine kaufmännische Ausbildung bei Banken und Handelsmühlen. Als Leutnant und Adjutant des Reserve-Feldartillerie-Regiments Nr. 50 in der 50. Reserve-Division stand er an der Ostfront und der Westfront. Seit 1914 Teilhaber des väterlichen Unternehmens, heiratete er 1915 Elly Kühne († 1982) aus Magdeburg. 1928 wurde er nach dem Tod des Vaters alleiniger Inhaber der Dampfmühle W. A. Drenckmann  in Sudenburg. 1935–1948 leitete er die Müllerei-Berufsgenossenschaft. Er bekleidete Ehrenämter im Verband Deutscher Müller und war  Vorsitzender des Schiedsgerichts der Magdeburger Handelskammer für Getreide-, Mehl- und Mühlenfabrikate sowie Börsenkommissar der amtlichen Produktenbörse in Magdeburg. 1924 gehörte er kurzzeitig der Stadtverordnetenversammlung an. Im selben Jahr wurde er von dem Magdeburger Oberbürgermeister Hermann Beims in das Amt eines unbesoldeten Stadtrats eingeführt. Weitere Funktionen nahm Drenckmann in den Aufsichtsräten der Magdeburger Lebensversicherungs-AG, der Magdeburger Versorgungsbetriebe und der Mittellandkanal-Hafen AG (Magdeburg) wahr. Nach der Machtübernahme durch die Nationalsozialisten forderte der (kommissarische) Oberbürgermeister Fritz-August Wilhelm Markmann die unbesoldeten Stadträte auf, ihr Amt niederzulegen. Drenckmann trat am 9. Mai 1933 zurück und legte die mit seinem Amt verbundenen Funktionen in den Aufsichtsräten nieder. Danach konzentrierte er sich ausschließlich auf seine Unternehmertätigkeit, u. a. auf die Errichtung eines sechsgeschossigen neuen Mühlengebäudes im Jahre 1937. Er blieb bis Anfang der 1950er Jahre in seiner Heimatstadt Magdeburg und übersiedelte 1953 nach Düsseldorf. Dort war er Prokurist der Alfred C. Toepfer GmbH und ab 1955 Inhaber der Fa. W. A. Drenckmann.

## Werke
- für die Müllerei-Berufsgenossenschaft: An unsere Mitglieder – Zur Durchführung des Unfallschutzes in den Betrieben und den zu bestellenden Unfallvertrauensmännern. Berlin-Friedenau, 15. Oktober 1935.